# Operação militar
Uma operação militar é a ação coordenada de militares de um determinado estado ou agentes não estatais em resposta a uma situação. Tais ações ocorrem de acordo com um plano militar que visa resolver alguma questão em nome da proteção do Estado.
As operações podem ser de natureza de combate ou não e tem como justificativa a segurança nacional, o que legitima essas ações. Para se referir a essas operações os militares utilizam codinomes que se tornam mais famosos do que os próprios objetivos das intervenções.

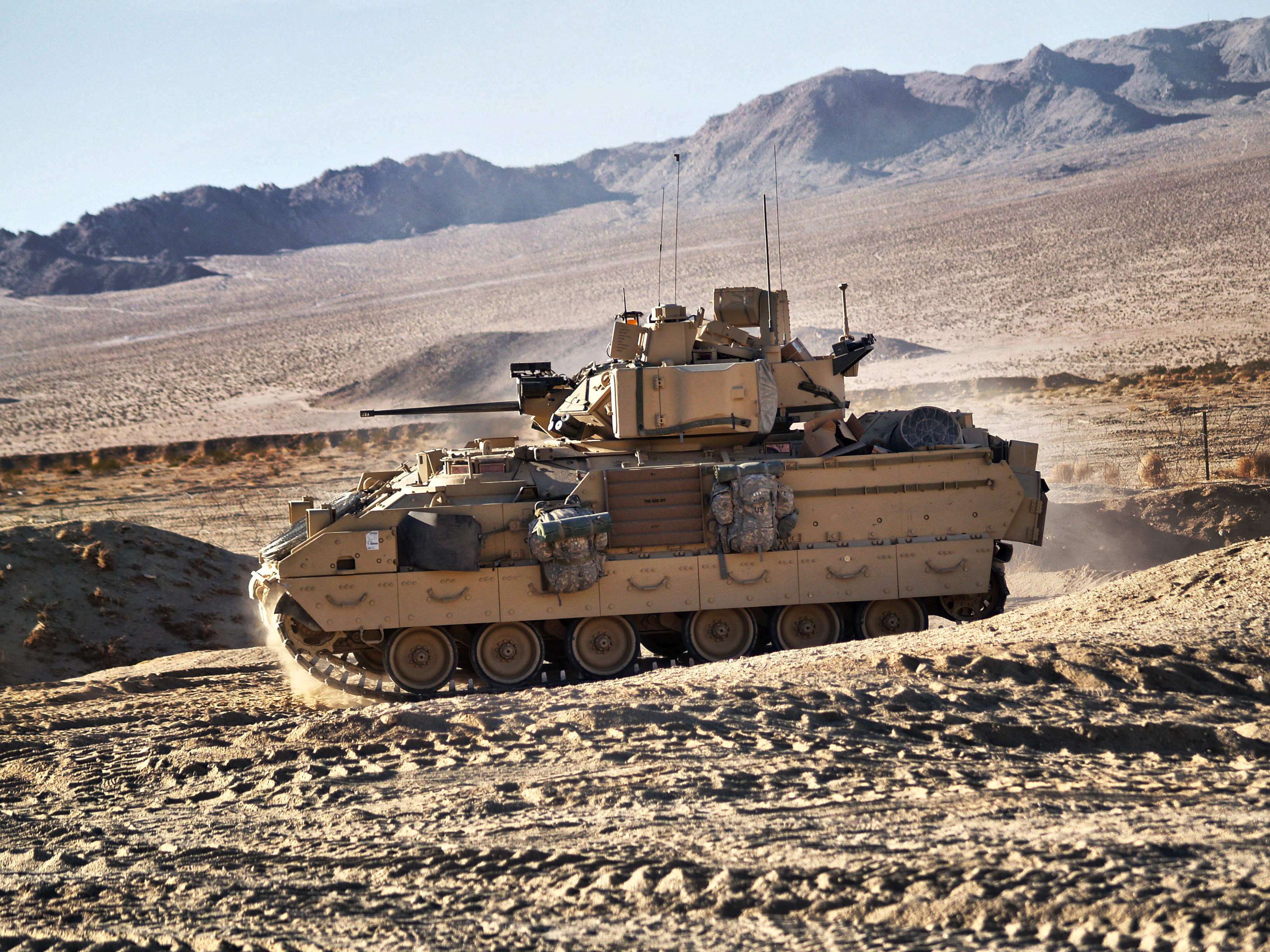
Tanques de guerra de operação militar no Iraque.

| “                                             | A partir da reflexão sobre as estruturas das operações, são os elementos de dentro das forças armadas que preparam e conduzem operações em vários níveis da guerra. Embora exista uma correlação entre o tamanho das unidades, a área que eles operam, e o âmbito da missão que estão executando, essa correlação não é absoluta. No fim das contas, a missão que a unidade realiza determina o nível da guerra em que ela opera. | ” |
| — David M. Glantz, Operador Militar Soviético | |   |

## Tipos
As operações militares podem ser classificadas pela escala do emprego de força e seu impacto na guerra como um todo. Podem ser categorizadas por:
- Teatro de Guerra: descreve uma operação realizada em determinado território com dimensões de larga escala. Este tipo de operação reflete um compromisso estratégico nacional para o conflito, com finalidades gerais que abrangem áreas fora da atuação militar, tais como o campo econômico e político. Um dos exemplos dessa categoria foi a Operação Barbarossa.

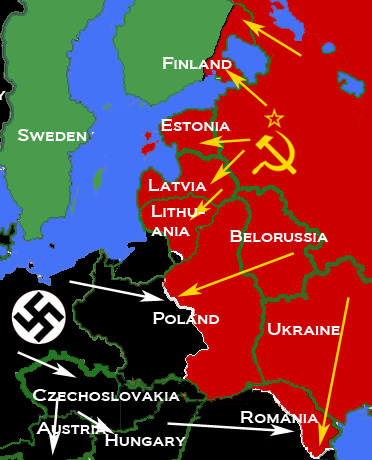
Mapa explicativo da Operação Barbarossa

- Campanha: descreve uma operação que é uma subcategoria do teatro de guerra uma vez que se refere a uma operação com os mesmos objetivos, no entanto em menor escala de território. Esse tipo de operação não necessariamente reflete um comprometimento estratégico total da nação ou objetivos fora do campo militar. Um exemplo dessa categoria foi a Batalha da Grã-Bretanha.
- Batalha: descreve uma operação que é uma subcategoria da campanha e tem objetivos estritamente militares ou geográficos e clara definição do uso da força. Um exemplo dessa categoria foi a Batalha de Gallipoli, também conhecida como Batalha dos Dardanellos, que fazia parte da Campanha dos Dardanellos na qual mais de 480 000 tropas participaram.
- Engajamento: descreve uma operação tática de combate para uma área específica ou para ações de unidades distintas. Exemplos dessa categoria foram a Batalha de Kursk, também conhecida como Operação Cidadela que incluiu muitos noivados distintos, vários dos quais foram combinados na Batalha de Prokhorovka. A Batalha de Kursk, além de descrever a operação ofensiva alemã inicial, também incluiu duas operações soviéticas contraofensiva: Operação Kutuzov e Operação Polkovodets Rumyantsev.
- Ofensivas: Descreve uma operação de um único ataque dirigido a um alvo específico. Tal tática geralmente faz parte de uma estratégia mais ampla. As Operações Ofensivas têm um objetivo explícito, como por exemplo assassinato de líderes inimigos, ou limitação da entrega de suprimentos para as tropas inimigas.

## Nível operacional de guerra
O nível operacional da guerra ocupa o meio termo entre o foco estratégico da campanha e as táticas de um compromisso. Designa "um nível intermediário da guerra entre a estratégia militar, a guerra administrativa em geral e as táticas envolvendo batalhas individuais". Um dos exemplos foi o conceito aplicado para o uso de Exércitos de tanques soviéticos durante a Segunda Guerra Mundial.